# Câblage par fil
Cet article possède un paronyme, voir câblage.

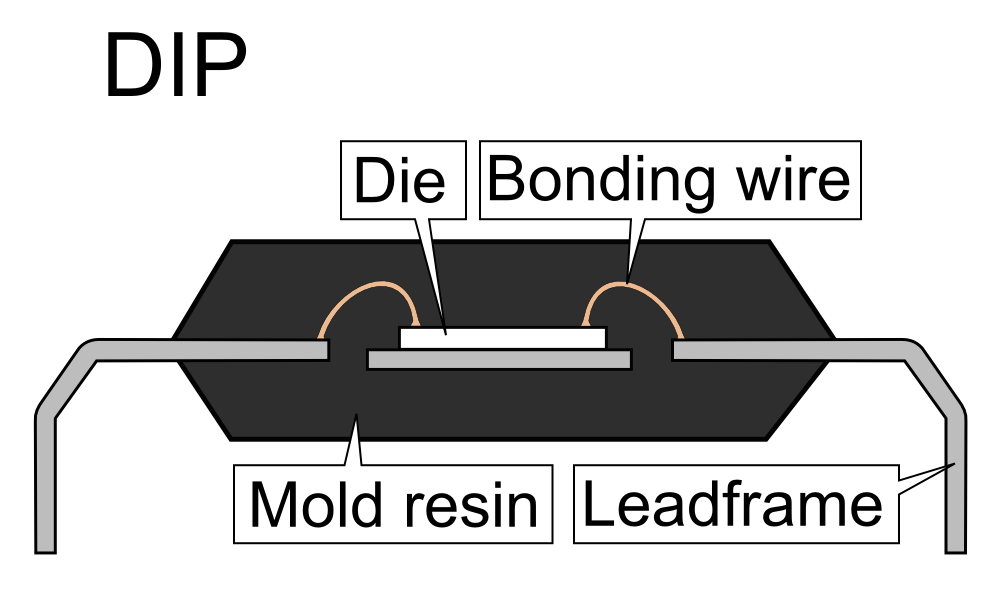
Pontage dans un boîtier DIP.

Dans le domaine des semi-conducteurs, le câblage par fil ou pontage (traduction de wire bonding) est une des techniques utilisées pour effectuer les connexions électriques entre le boîtier et le die d'un circuit intégré.
Le câblage est simplement réalisé par un fil (ou pont) soudé entre les deux plots de connexion prévus à cet usage sur chacun des éléments. La soudure est généralement réalisée par ultrasons. Le matériau du fil est de l'aluminium, de l'or ou du cuivre. Le diamètre du fil est de l'ordre de 20 µm (micromètres).

## Méthodes de câblage par fil
Il existe deux méthodes principales de câblage par fil : le câblage par fil d'or (gold wire bonding) et le câblage par fil d'aluminium (aluminum wire bonding). Chacune de ces méthodes a ses avantages et ses inconvénients.
- Câblage par fil d'or : Le câblage par fil d'or est souvent privilégié pour les applications de haute qualité et haute fiabilité. L'or est un matériau exceptionnellement conducteur et résistant à la corrosion, ce qui en fait un choix idéal pour les connexions électriques à long terme. Cette méthode est couramment utilisée dans les dispositifs électroniques de haute précision, tels que les composants médicaux, les capteurs de haute technologie et les semi-conducteurs de pointe.
- Câblage par fil d'aluminium : Le câblage par fil d'aluminium est une méthode plus économique, largement utilisée dans l'industrie électronique. L'aluminium est moins coûteux que l'or, ce qui en fait un choix attrayant pour les applications de volume élevé. Cependant, il peut être moins résistant à la corrosion que l'or, ce qui peut être un facteur limitant dans certaines situations.

## Processus de câblage
Le processus de câblage par fil commence par la fixation d'un fil, généralement d'aluminium ou d'or, à un point de connexion sur le boîtier du composant électronique, appelé le pad. Ensuite, l'autre extrémité du fil est reliée au die du circuit intégré. Cette connexion peut être réalisée de différentes manières, mais la méthode la plus courante est la soudure par ultrasons.
Le soudage par ultrasons consiste à utiliser des vibrations ultrasoniques pour chauffer localement le fil et les pads, créant ainsi une liaison solide. Cette méthode est rapide, précise et permet de minimiser les contraintes mécaniques sur le die du circuit intégré.

## Avantages et limitations
Le câblage par fil offre de nombreux avantages, notamment la possibilité de réaliser des connexions électriques à haute densité dans un espace restreint. Cependant, il présente également des limites en matière de vitesse de production et de coûts, ce qui le rend moins adapté aux applications à très grande échelle.
De plus, la fiabilité à long terme du câblage par fil dépend en grande partie du matériau utilisé (or ou aluminium), de la qualité de la soudure et des conditions environnementales auxquelles le composant sera exposé.

## Applications
Le câblage par fil est couramment utilisé dans l'assemblage de semi-conducteurs, de puces électroniques et de dispositifs micro-électroniques. Il permet de connecter les composants internes à l'extérieur du boîtier de manière fiable et efficace.
En conclusion, le câblage par fil (wire bonding) est une technique essentielle dans l'industrie des semi-conducteurs, permettant de réaliser des connexions électriques précises et fiables dans une variété d'applications électroniques, de la technologie médicale aux dispositifs mobiles en passant par l'aérospatiale.

## Galerie photo
|                                       |                           |                                           |
| Connexion d'une EPROM (die de 3×3 mm) | Connexion d'un transistor | Connexion d'un circuit intégré Intel 8742 |